# クイズの星
『クイズの星』は、サンソフトから1992年8月10日にPCエンジン SUPER CD-ROM2用ソフトとして発売されたクイズゲームである。

## ゲーム内容
ハート・オブ・ストーン
1人プレイ専用。プレイヤーは藤井星丸となり、何者かに誘拐された幼馴染の小泉真奈を助けるために、クイズに正解しながら物語を進める。本ゲームは「ノルマ制＋ライフ制」であり、各ステージの人物によって決められたノルマ数を正解して最深部にいる「神の間」のボスである魔王カオスを目指していく。中には、不正解だと星丸のライフが2つ減る攻撃力2倍の人物も存在する。星丸のライフが尽きてゲームオーバーになっても、9回までコンティニュー可能。
グランプリの狼
2 - 4人プレイ用。F1をモチーフにした早押しクイズ。
クイズトランプリ
2 - 4人プレイ用。トランプの神経衰弱をモチーフにした早押しクイズ。
問道（もんどう）
2人プレイ専用。格闘ゲームをモチーフにした対戦型クイズ。
連続クイズいま何問目?
1人プレイ専用。50問のクイズが出題され、何問目まで続けて正解できるかに挑戦するモード。

## 登場キャラクター
藤井星丸
- 声 - 高山みなみ

小泉真奈
- 声 - かないみか

早瀬徹
- 声 - 堀川亮

リー・ウォン
- 声 - 堀秀行

ケイ
- 声 - 岡本麻弥

仙人
- 声 - 永井一郎

狼牙
- 声 - 大塚明夫

魔王カオス
- 声 - 若本規夫

## スタッフ
- ディレクター：NORTH RIVER（北川正昭）、JOE! JOE! JOE!
- プログラマー：NORTH RIVER（北川正昭）、m.y.a、UTUGIUS祝進級
- デザイナー：JOE! JOE! JOE!、浜省★ゆーり、塚田雅士、鹿野克、TOHRU.A（網代亨）、YAPOOS、MARKUN KING ARTHUR ASAO、桜井 K SINCE 1971（桜井幸治）、しまむら2、RIGHT-HAND、ふりはたまさしげ、しまむらまさゆき、M.OHTSUKA、もんまこうき、大林ゆきお、辛嶋啓行、酒井豊澄
- サウンド・デザイン：PHASE OUT
- アニメーション：S.GIANTS
- スペシャル・サンクス：江口弘泰、MR.MASATO（河合正人）、山本英夫、塚本浩、石川“弁慶ヨロシク”巧、わちもてつだったにょろぱぷーん、ASSHI!（酒井敦史）、A.T（竹内昭人）、HIROKUN（東谷浩明）、IKKO
- プロデュース：吉田喜春

## 評価
ゲーム誌『ファミコン通信』の「クロスレビュー」では6・5・6・5の合計22点（満40点）、『月刊PCエンジン』では95・85・85・85・85の平均87点（満100点）、『マル勝PCエンジン』では8・9・8・8の合計33点（満40点）、『PC Engine FAN』の読者投票による「ゲーム通信簿」での評価は以下の通りとなっており、23.09点（満30点）となっている。また、この得点はPCエンジン全ソフトの中で83位（485本中、1993年時点）となっている。
| 項目 | キャラクタ | 音楽 | 操作性 | 熱中度 | お買得度 | オリジナリティ | 総合  |
| 得点 | 4.12       | 3.67 | 3.88   | 3.88   | 3.81     | 3.72           | 23.09 |